# Biophytus snizeki
Biophytus snizeki is een keversoort uit de familie glanzende bloemkevers (Phalacridae). De wetenschappelijke naam van de soort werd in 2006 gepubliceerd door Švec.